# Porvenir (município)
Porvenir é um município uruguaio do departamento de Paysandú, a sudoeste do departamento, próxima ao departamento de Río Negro . Está situada a 13 km da cidade de Paysandú, capital do departamento .

## Toponímia
O nome do município vem da localidade sede - Porvenir.

## História
Com a criação do segundo nível administrativo (Municípios do Uruguai - Lei Nº 18567), a maioria das localidades com mais 2.000 habitantes foi transformada em município. Pela Lei Nº 18.653 de 21 de março de 2013 foi instituído o município de Porvenir, por iniciativa do departamento de Paysandú..
Quando foi criado o município, a localidade de Porvenir agregou também outras três localidades: La Tentación, Estación Porvenir e Esperanza..

## População
A localidade contava com uma população de 4.178 habitantes.
| Variação demográfica do município |
|                                   |

## Geografia
Porvenir se situa próxima das seguintes localidades: ao norte, Chacras de Paysandú, a sul, Casablanca, a leste, Lorenzo Geyres e a sudeste, Piedras Coloradas. .

## Autoridades
A autoridade do município é o Conselho Municipal, sendo o alcalde ("prefeito") e quatro concejales
Alcaldes:
| Nº | Alcalde                 | Partido          | Inicio do mandato  | Fim do mandato | Observações      |
| -- | ----------------------- | ---------------- | ------------------ | -------------- | ---------------- |
| 1  | Silvia Scarboni         | Partido Nacional | 9 de julho de 2010 | julho de 2015  | Alcaldesa eleita |
| 2  | Ramiro Ayende Echenique | Partido Nacional | julho de 2015      | 2020           | Alcalde eleito   |
| 3  | Zully Dungey            | Partido Nacional | 2020               | 2020           | Alcaldesa atual  |

## Geminação de cidades
O município de Porvenir não possui acordos de geminação com outras cidades